# Brodowo (wieś w województwie wielkopolskim)
Brodowo (niem. Reichstedt) – wieś w Polsce, położona w województwie wielkopolskim, w powiecie średzkim, w gminie Środa Wielkopolska przy drodze krajowej nr 11. 
| SIMC    | Nazwa           | Rodzaj     |
| ------- | --------------- | ---------- |
| 0596725 | Brodowskie Huby | część wsi  |
| 0596748 | Ramutki         | przysiółek |

W latach 1975–1998 miejscowość administracyjnie należała do województwa poznańskiego.
W XIX w. Brodowo było majętnością rycerską i należało do znanego w Wielkopolsce rodu Szołdrskich, herbu Dryja. Zgromadzili oni ogromny majątek, w skład ich dóbr wchodził m.in. pałac w Żegocinie. Od początku do poł. XIX w. właścicielem Brodowa był hrabia Wiktor Szołdrski, m.in. honorowy członek Średzkiego Bractwa Kurkowego.
W 1908 właścicielami została rodzina Wize, m.in. Aleksandra Wize (ur. w 1898, zm. w 1970), Elżbieta Wize (ur. w 1901, zm. w 1944), Witold Józef Wize (ur. w 1898, zm. w 1931 - zginął w katastrofie lotniczej, odznaczony Krzyżem Walecznych). 
Ostatnimi właścicielami majątku byli Tadeusz Marian Filip Wize (ur. 8 grudnia 1896, zm. ?) z żoną Józefą Jarmułt Mlicką - Wize (ur. w 1908, zm. w 1995). 
Podczas okupacji Niemcy zmienili nazwę wsi na Reichstedt.
Po wojnie dobra przejął Skarb Państwa Polskiego. W dworku obecnie znajduje się przydrożny hotel i restauracja.
We wsi znajduje się także szkoła podstawowa, filia Starkówiec Piątkowski - ul. Szkolna 1.
Brodowo to największa miejscowość w gminie po mieście Środa Wielkopolska.